# خوزه سالواتیر
خوزه سالواتیر (انگلیسی: José Salvatierra؛ زاده ۱۰ اکتبر ۱۹۸۹) یک بازیکن فوتبال اهل کاستاریکا است.